# MJJ Music

Logo de MJJ Music.

MJJ Music est un label américain détenu et exploité par Epic/PME Records, fondé en 1983 par Michael Jackson puis dirigé par Jerry L. Greenberg, ancien président d'Atlantic Records, ainsi que Jeffrey Daniel, ancien membre du groupe de musique Shalamar. Le label a été introduit dans le marché de la musique par Michael Jackson comme A&R.
Greenberg a travaillé avec Jackson de 1993 à 2001. Au cours de cette période, le label a permis la nomination aux Grammy Awards de groupes et artistes comme Brownstone, 3T, Tatyana Ali, ou encore Rebbie Jackson. Outre des artistes de R&B contemporain, MJJ Music signe également avec le groupe de hip-hop Quo (en), composé de Wade Robson et DeWayne Turrentine.
Certains de ses disques ont été distribués par l'ex-filiale d'Epic, Work Records.